# Prionus nakamurai
Prionus nakamurai är en skalbaggsart som beskrevs av Ohbayashi N. och Makihara 1985. Prionus nakamurai ingår i släktet Prionus och familjen långhorningar.
Artens utbredningsområde är Taiwan. Inga underarter finns listade i Catalogue of Life.